# Irakli Turmanidze
Irakli Turmanidze (13 de dezembro de 1984) é um halterofilista georgiano, medalhista olímpico. 

## Carreira
Irakli Turmanidze competiu na Rio 2016, onde conquistou a medalha de bronze na categoria mais de 105 kg.